# Palau dels Comtes de Cirat
El Palau dels Comtes de Cirat, a la comarca de l'Alt Millars, és un palau catalogat, per declaració genèrica, com Bé d'Interès Cultural, encara que no està anotat en el ministeri, presentant tan sols un codi identificador : 12.08.046-003, tal com consta a la fitxa BIC de la Direcció General de Patrimoni Artístic de la Generalitat Valenciana.
Està situat al centre de la població esmentada, en l'anomenada plaça Major, podent-se datar del segle xiv, considerant alguns autors que a més, consideren que s'alça sobre les restes de basaments romans. Altres en canvi, consideren seva datació dos segles després, al  XVI.

## Descripció historicoartística
Cirat era terra de musulmans i pertanyia als dominis de  Abu-Zaid fins a la seva mort que va passar a la corona. A mitjan segle XIV Cirat passa a mans de Gonzalo Ximenez de Arenós, en ser venut i d'aquesta manera queda incorporat a la baronia d'Arenos, encara que després va passar novament a la corona.
El Palau dels Comtes de Cirat està situat a la plaça principal de la població, tractant-se d'un edifici fortificat, que presenta planta rectangular, utilitzant per a la seva fabricació carreu de grans dimensions. En la seva façana es poden contemplar un nombre considerable de finestres, així com una porta que presenta un arc de mig punt, que podria considerar l'entrada principal a la residència.
El seu caràcter defensiu queda reflectit en les restes de merlets i espitlleres, havent desaparegut altres elements a conseqüència de les constants reformes que va experimentar al llarg de la seva història. La torre, que es troba a escassos metres, també era part dels elements defensius, la qual es travessava mitjançant un pont llevadís.
El palau comtal en un primer moment estava comunicat amb la torre, però per motius d'herència, la propietat es va dividir en tres parts, demolint la part central (edificant-se pisos) i deixant la torre aïllada de la resta del palau, del que realment formava part. El 1981 es va procedir a la demolició de la resta de la façana del que va ser el palau.